# Планков закон
Планков закон је једначина која нам каже колики је интензитет електромагнетног зрачења црног тијела у зависности од температуре и фреквенције, односно таласне дужине. Написао ју је Макс Планк 1901.

Планков закон изражен преко фреквенције :
{\displaystyle I(\nu ,T)={\frac {2h\nu ^{3}}{c^{2}}}{\frac {1}{e^{\frac {h\nu }{kT}}-1}}}

исти закон изражен преко таласне дужине :
{\displaystyle I(\lambda ,T)={\frac {2hc^{2}}{\lambda ^{5}}}{\frac {1}{e^{\frac {hc}{\lambda kT}}-1}}}
| Симбол                     | Значење                                                                         | SI јединице        |
| -------------------------- | ------------------------------------------------------------------------------- | ------------------ |
| {\displaystyle I\,}        | Енергија по квадратном метру по просторном углу (стерадијан) у секунди по метру | J•s-1•m-2•sr-1•m-1 |
| {\displaystyle \nu \,}     | фреквенција                                                                     | херц               |
| {\displaystyle \lambda \,} | таласна дужина                                                                  | метар              |
| {\displaystyle T\,}        | температура црног тијела                                                        | келвин             |
| {\displaystyle h\,}        | Планкова константа                                                              | џула по херцу      |
| {\displaystyle c\,}        | брзина светлости                                                                | метарa у секунди   |
| {\displaystyle e\,}        | база природног логаритма, 2.718281...                                           | без димензије      |
| {\displaystyle k\,}        | Болцманова константа                                                            | џула по келвину    |